# Західний Пакистан
Західний Пакистан (англ. West Pakistan) — одна з двох провінцій Пакистану у період з 1955 до 1970 року.
Західний Пакистан був утворений 1955 року в межах політики об'єднання регіонів за прем'єр-міністра Мухаммеда Алі Чоудхурі.

## Губернатори
| Термін повноважень                     | Губернатор Західного Пакистану     |
| -------------------------------------- | ---------------------------------- |
| 14 жовтня 1955 — 27 серпня 1957 року   | Муштак Ахмед Гурмані               |
| вересень 1957 — 12 квітня 1960 року    | Ахтер Хусейн                       |
| 12 квітня 1960 — 18 вересня 1966 року  | Амір Мухаммед Хан                  |
| 18 вересня 1966 — 20 березня 1969 року | Муса Хан                           |
| 20 — 25 березня 1969 року              | Юсуф Гарун                         |
| 25 березня — 29 серпня 1969 року       | Аттікур Рахман                     |
| 29 серпня — 1 вересня 1969 року        | Тікка Хан                          |
| 1 вересня 1969 — 1 лютого 1970 року    | Нур Хан                            |
| 1 лютого — 1 липня 1970 року           | Мірза Нурул Худа                   |
| 1 липня 1970 року                      | Провінція припинила своє існування |

## Головний міністр
| Термін повноважень                   | Головний міністр Західного Пакистану | політична партія                    |
| ------------------------------------ | ------------------------------------ | ----------------------------------- |
| 14 жовтня 1955 — 16 липня 1957 року  | Хан Абдул Джаббар Хан                | Мусульманська ліга                  |
| 16 липня 1957 — 18 березня 1958 року | Сардар Абдул Рашид Хан               | Пакистанська республіканська партія |
| 18 березня — 7 жовтня 1958 року      | Музаффар Алі Хан Кізілбаш            | Пакистанська республіканська партія |
| 7 жовтня 1958 року                   | Посаду було скасовано                |                                     |